# باشگاه بسکتبال بایی راکتس
بای راکتس (به چینی: 八一双鹿电池火箭) یک تیم بسکتبال حرفه‌ای در نینگبو، چجیانگ، چین می‌باشد.